# Élections législatives arméniennes de 2012
Les élections législatives arméniennes de 2012 se sont déroulées le 6 mai 2012. 131 sièges sont à pourvoir à l'Assemblée nationale arménienne. 2 484 003 électeurs sont inscrits.

## Système électoral
Le scrutin a lieu via un système mixte. Sur les 131 sièges de l'Assemblée nationale, 41 sont élus au scrutin majoritaire à un tour et 90 à la proportionnelle, avec des seuils minimum requis de 5 % pour les partis et 7 % pour les alliances de partis, avec cependant un minimum de trois partis représentés au parlement, ce qui permet aux trois partis ou alliances arrivés en tête d'avoir des sièges même si l'un ou plusieurs d'entre eux n'atteignent pas les seuils électoraux.

## Partis
Les partis politiques suivants ont participé à ces élections (scrutin proportionnel) :
- Arménie prospère (BHK)
- Héritage
- Congrès national arménien (HAK)
- Fédération révolutionnaire arménienne (HYD)
- Parti démocrate d'Arménie (en) (HDK)
- Parti communiste arménien (HKK)
- Parti républicain d'Arménie (HHK)
- Parti des Arméniens unis (en) (MHK)
- État de droit (OEK)

## Résultats
Le taux de participation s'est élevé à 62,26 %.
Les résultats sont les suivants (avec, pour le scrutin proportionnel, des seuils de 5 % pour les partis et de 7 % pour les blocs) :

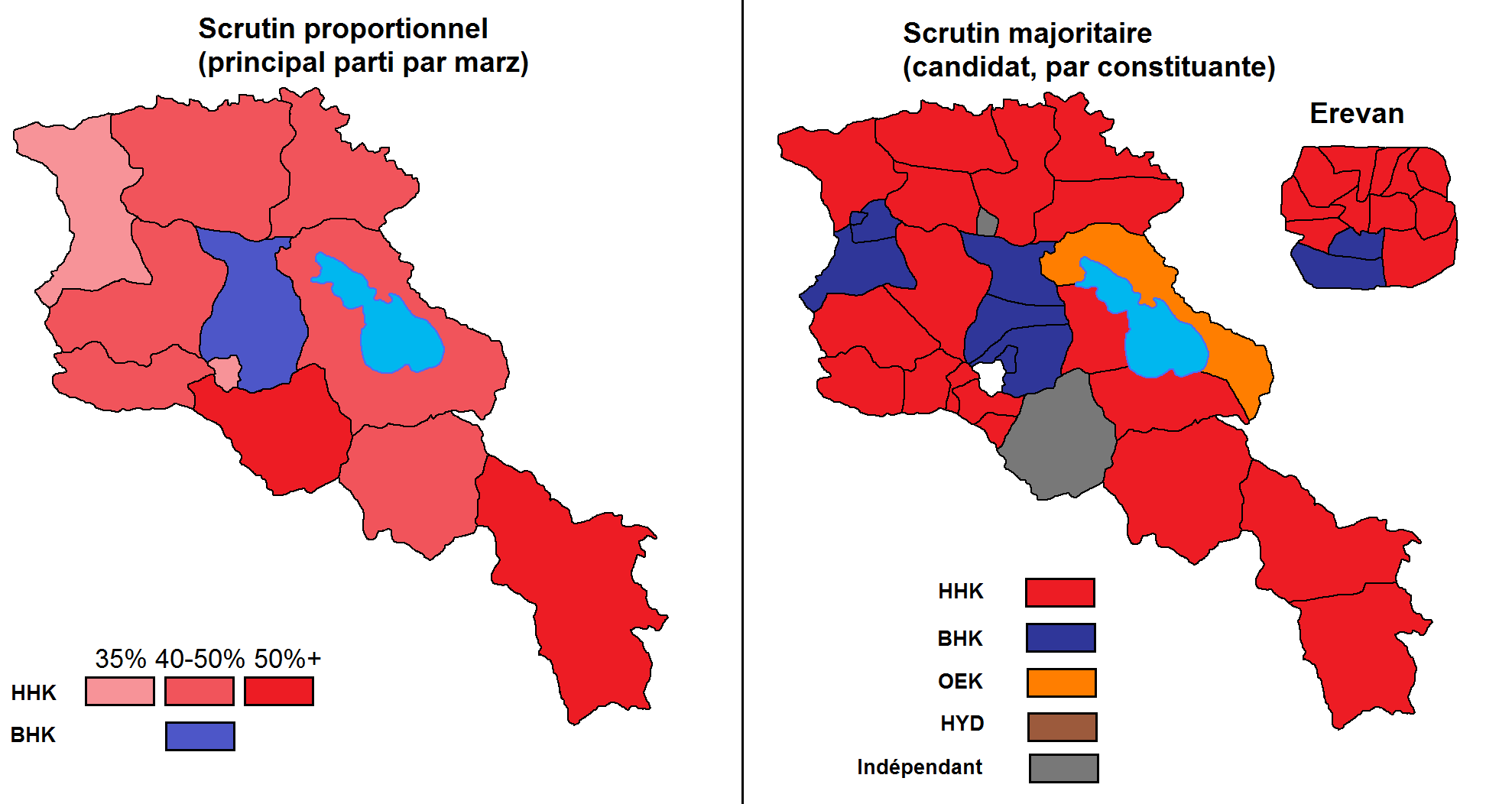
Cartes des résultats des élections législatives arméniennes de 2012.

| Parti                                       | Scrutin proportionnel | Scrutin proportionnel | Scrutin proportionnel | Scrutin proportionnel | Scrutin proportionnel | Scrutin majoritaire | Scrutin majoritaire | Total des sièges | +/- |
| Parti                                       | Votes                 | %                     | +/-                   | Sièges                | +/-                   | Sièges              | +/-                 | Total des sièges | +/- |
| ------------------------------------------- | --------------------- | --------------------- | --------------------- | --------------------- | --------------------- | ------------------- | ------------------- | ---------------- | --- |
| Parti républicain d'Arménie (HHK)           | 664 266               | 44,11 %               | 10,20                 | 40                    | 1                     | 29                  | 6                   | 69               | 5   |
| Arménie prospère (BHK)                      | 454 671               | 30,19 %               | 15,06                 | 28                    | 10                    | 9                   | 2                   | 37               | 12  |
| Congrès national arménien (HAK)             | 106 901               | 7,10 %                | -                     | 7                     | -                     | 0                   | -                   | 7                | -   |
| Fédération révolutionnaire arménienne (HYD) | 85 544                | 5,68 %                | 7,48                  | 5                     | 11                    | 0                   | en stagnation       | 5                | 11  |
| État de droit (OEK)                         | 83 123                | 5,52 %                | 1,53                  | 5                     | 3                     | 1                   | 1                   | 6                | 2   |
| Héritage                                    | 86 993                | 5,78 %                | 0,22                  | 5                     | 2                     | 0                   | en stagnation       | 5                | 2   |
| Parti communiste arménien (HKK)             | 15 899                | 1,06 %                | -                     | 0                     | -                     | 0                   | -                   | 0                | -   |
| Parti démocrate d'Arménie (en) (HDK)        | 5 576                 | 0,37 %                | -                     | 0                     | -                     | 0                   | -                   | 0                | -   |
| Parti des Arméniens unis (en) (MHK)         | 2 944                 | 0,20 %                | -                     | 0                     | -                     | 0                   | -                   | 0                | -   |
| Indépendants                                | -                     | -                     | -                     | -                     | -                     | 2                   | 9                   | 2                | 9   |
| Total                                       | 1 505 917             | 100 %                 |                       | 90                    |                       | 41                  |                     | 131              |     |
| Source : Commission électorale centrale.    |                       |                       |                       |                       |                       |                     |                     |                  |     |